# Спалах Гайдера

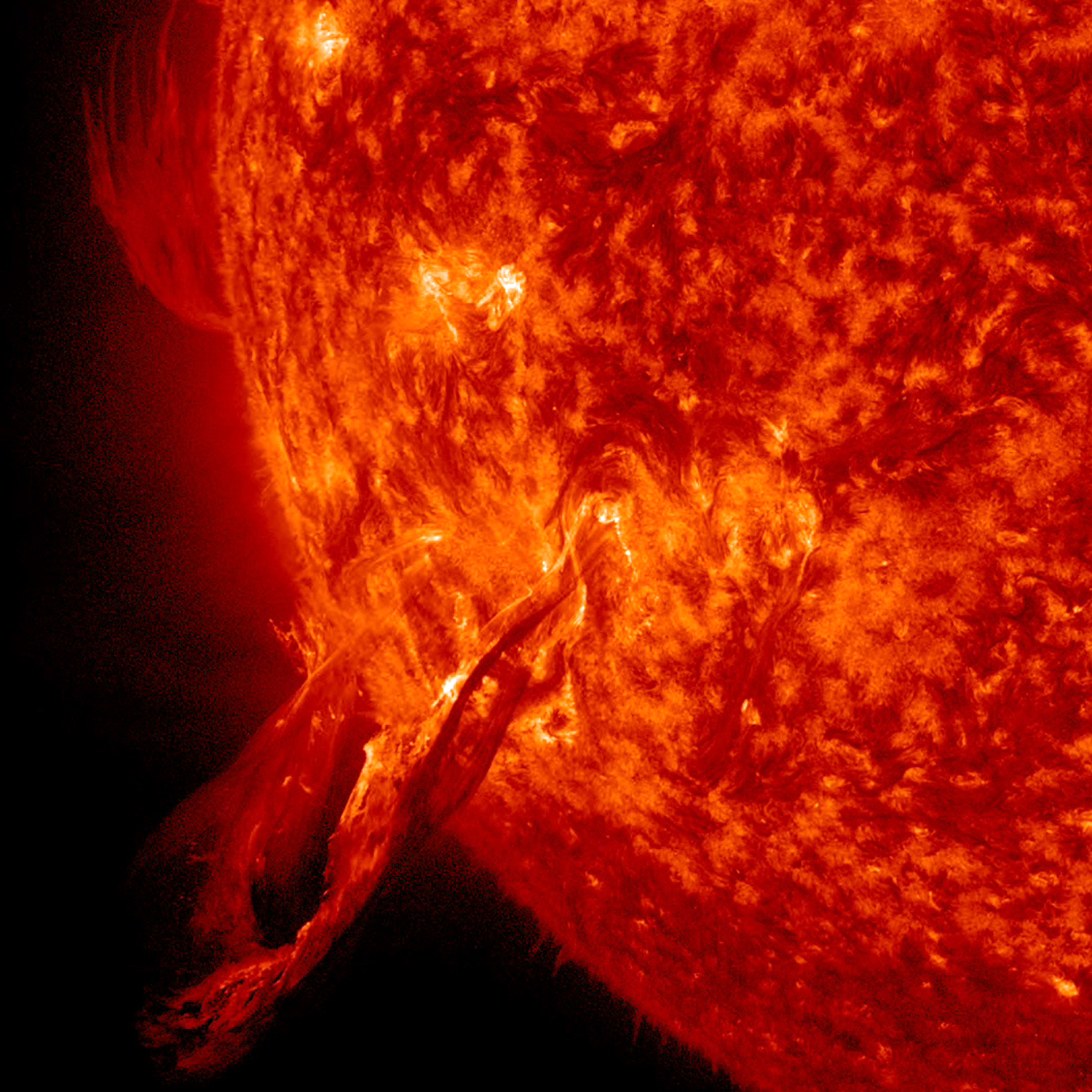
Знімок спалаху Гайдера, який тривав протягом трьох годин 1 листопада 2014 року.

Спалах Гайдера — повільне, масштабне сяйво, яке відбувається в сонячній хромосфері. Це явище нагадує великий, але слабкий сонячний спалах. Воно може бути ознакою раптового зникнення сонячного протуберанця. Такі події відбуваються на спокійному Сонці, далеко від активних регіонів або груп сонячних плям, зазвичай у протуберанцях поблизу сонячних полюсів. Спалахи Гайдера мають двострічкову морфологію. Вони проявляються як слабке світіння в хромосферних емісійних лініях, таких як Hα, або як посилене поглинання в лінії He I на 1083 нм.
Спалахи Гайдера спричинені нестійкістю у протуберанцях. Протуберанець піднімається та може вирватися з Сонця як частина коронального викиду маси, а видимий спалах знаменує зміну структури магнітного поля коронального збурення.
На відміну від спалахів в активних регіонах, спалахи Гайдера досягають пікової інтенсивності набагато повільніше, від 30 до 80 хвилин, а після цього можуть тривати ще кілька годин. На відміну від сонячних спалахів, вони досить слабкі й не спричиняють завад для земного радіозв'язку.
Спалахи Гайдера названі на честь Чарльза Гайдера, який розробив механізм їх опису в 1967 році. Деякі науковці не погоджуються з висновками Гайдера, особливо з його механізмом утворення спалаху.
Спалахи Гейдера є рідкісним явищем. Однак спалах Гейдера 1 листопада 2014 року підтвердив, що такі спалахи мають особливі характеристики, які відрізняють їх від звичайних сонячних спалахів.

## Причина
Одне з пояснень цих сонячних спалахів походить з двох спостережень Гайдера. По-перше, такі спалахи, як правило, мають подвійну форму, складену з двох паралельних стрічок, по одній стрічці з кожного боку лінії інверсії магнітної полярності під протуберанцем. По-друге, ці спалахи, як правило, не пов'язані з геомагнітними бурями.
Вважають, що спокійні протуберанці належать до магнітної западини, яка може зникати через зміну конфігурації поля. Коли це відбувається, матеріал з протуберанців може викидатися в корону, створюючи типовий сонячний спалах. Гайдер пояснює, що механізм спалахів Гайдера відрізняється тим, що іноді матеріал протуберанців каскадом спускається по зовнішніх сторонах піднятого магнітного жолоба, або хребта, взаємодіючи з матеріалом нижньої хромосфери, який і створює спалах. Якщо цей процес падіння не є симетричним з обох боків, то буде форма подвійної паралельної стрічки, натомість як симетричне падіння створить лише одну паралельну стрічку. Спорадичне або недостатнє падіння речовини протуберанців призведе до утворення яскравих вузлів сонячних спалахів.

## Історія
Спалахи Гайдера вперше спостерігав Макс Вальдмаєр у 1938 році, описавши у статті явище раптового зникнення протуберанців, і зазначив, це може бути пов'язане зі спалахоподібними збільшеннями яскравості. Ці дослідження не отримали продовження, доки Чарльз Гайдер не опублікував у 1967 році дві статті в журналі «Solar Physics», у яких детально обговорив можливий механізм таких спалахів.
Механізм Гайдера одразу ж викликав суперечки, особливо з боку Гарольда Зіріна. Зірін поставив під сумнів падіння протуберанців вниз по магнітному гребеню, заявивши, що зміни конфігурації магнітного поля завжди створюватимуть викид. Порівняння з публікаціями Гайдера 1968 року проведено в книзі Гарольда Зіріна та Руссо Лакнера, том 6, випуск 1 журналу «Фізика сонячної енергії», сторінки 86–103: «Сонячні спалахи 28 та 30 серпня 1996 року».

## Випадки
Оскільки спалахи Гайдера трапляються надзвичайно рідко, з моменту їх відкриття було зареєстровано небагато таких випадків. Найбільш помітна подія сталася між 04:00 та 06:00 UTC 1 листопада 2014 року та була визначена як спалах класу C. Вчені зазначили, що виверження спричинило прискорення плазми до Сонця, що потім спричинило кілька спалахів рентгенівського випромінювання при ударі. Решта плазми була викинута в міжпланетний простір й утворила велике ядро коронального викиду маси.

## Загрози
Спалахи Гейдера, як правило, мають меншу інтенсивність порівняно зі спалахами в активних регіонах, і загальновизнано, що вони не становлять безпосередньої загрози для Землі. Однак ці спалахи потенційно можуть впливати на космічну погоду, що може порушувати роботу електроніки. Тому бажано вживати заходів, щоб запобігти пошкодженню навігаційних систем літаків та інших приладів.